# Richard Bergh
Pour les articles homonymes, voir Bergh (homonymie).
Richard Bergh (né à Stockholm le 28 décembre 1858, mort le 29 janvier 1919) est un peintre suédois. 

## Biographie

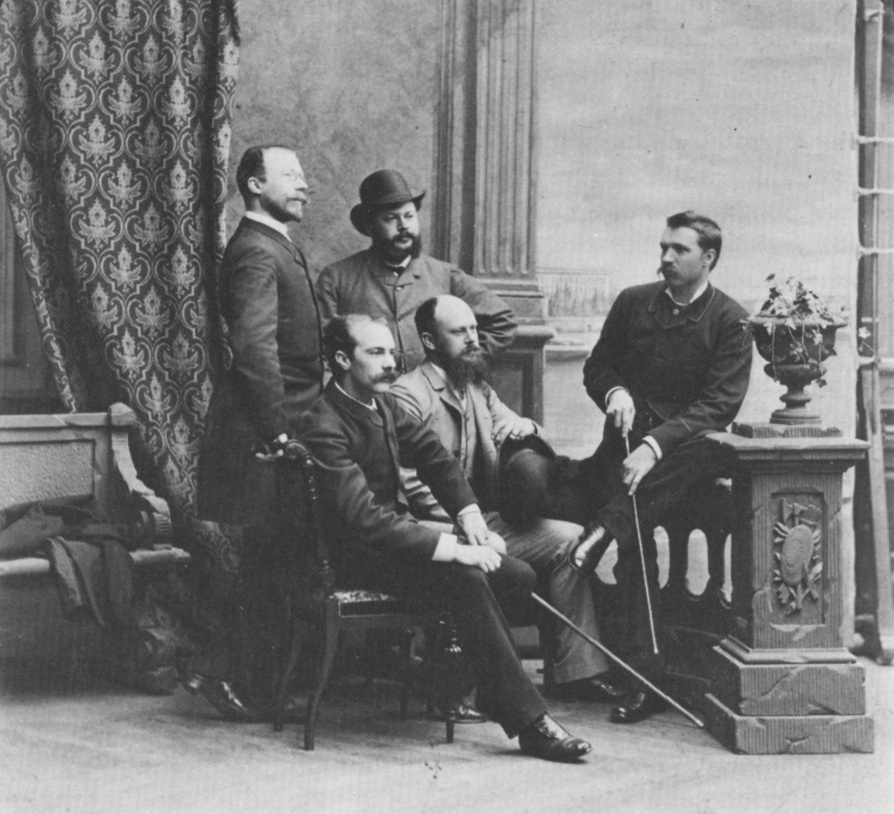
Richard Bergh au premier plan, en 1885 en compagnie des futurs fondateurs de la Konstnärsförbundet : Carl Larsson, Ernst Josephson et Per Hasselberg debout derrière lui, et August Hagborg assis au milieu

Richard Bergh est le fils d'un artiste de renom professeur à l'Académie des Beaux-Arts, Edvard Bergh. Après ses études à l'Académie, il partage son temps entre son pays et la France, fidèle de la côte normande et du village de Grez-sur-Loing.
Élève de Edvard Perséus (sv) et de l’École des beauxarts de Stockholm, il part pour la France en 1881 où sa peinture rencontre le succès, ce qui lui assure aussi la renommée dans son pays. 
En 1885 et 1886 il est un des meneurs du groupe d'artistes suédois installés à Paris à l'origine de la Konstnärsförbundet (sv) (« Fédération des artistes »), une organisation créée en 1886 en opposition à l'académie des Beaux-Arts de Stockholm. Son compatriote Hugo Birger le représente assis parmi les artistes au centre de son tableau Un Déjeuner chez Ledoyen, le jour du vernissage.
En 1889, il est le commissaire de la section artistique suédoise non-officielle à l'exposition universelle de Paris, il y reçoit un grand prix et la légion d'honneur[réf. souhaitée].
Parmi ses succès, on compte le portrait de sa femme qu'il expose au Salon de Paris puis à Stockholm en 1886, il se trouve aujourd'hui au musée des Beaux-Arts de Göteborg (Suède).
il devient en 1915 surintendant et chef du Musée des Beaux-Arts de Göteborg.
Il prend part en avril-mai 1929 à l'Exposition de l'art suédois organisée au Musée du Jeu de Paume à Paris.

## Quelques œuvres
- Soir d'été nordique, Musée des Beaux-Arts de Göteborg
- Convalescence
- Séance d'hypnose.
- Le joueur de violon
- La femme de l'artiste, Musée des Beaux-Arts de Göteborg
- Portrait de Mlle E. B., Nationalmuseum
- Portrait du professeur W., Musée des Beaux-Arts de Göteborg
- Portrait du poète Gustave Fröding, collection Rydbeck